# Bánh bò

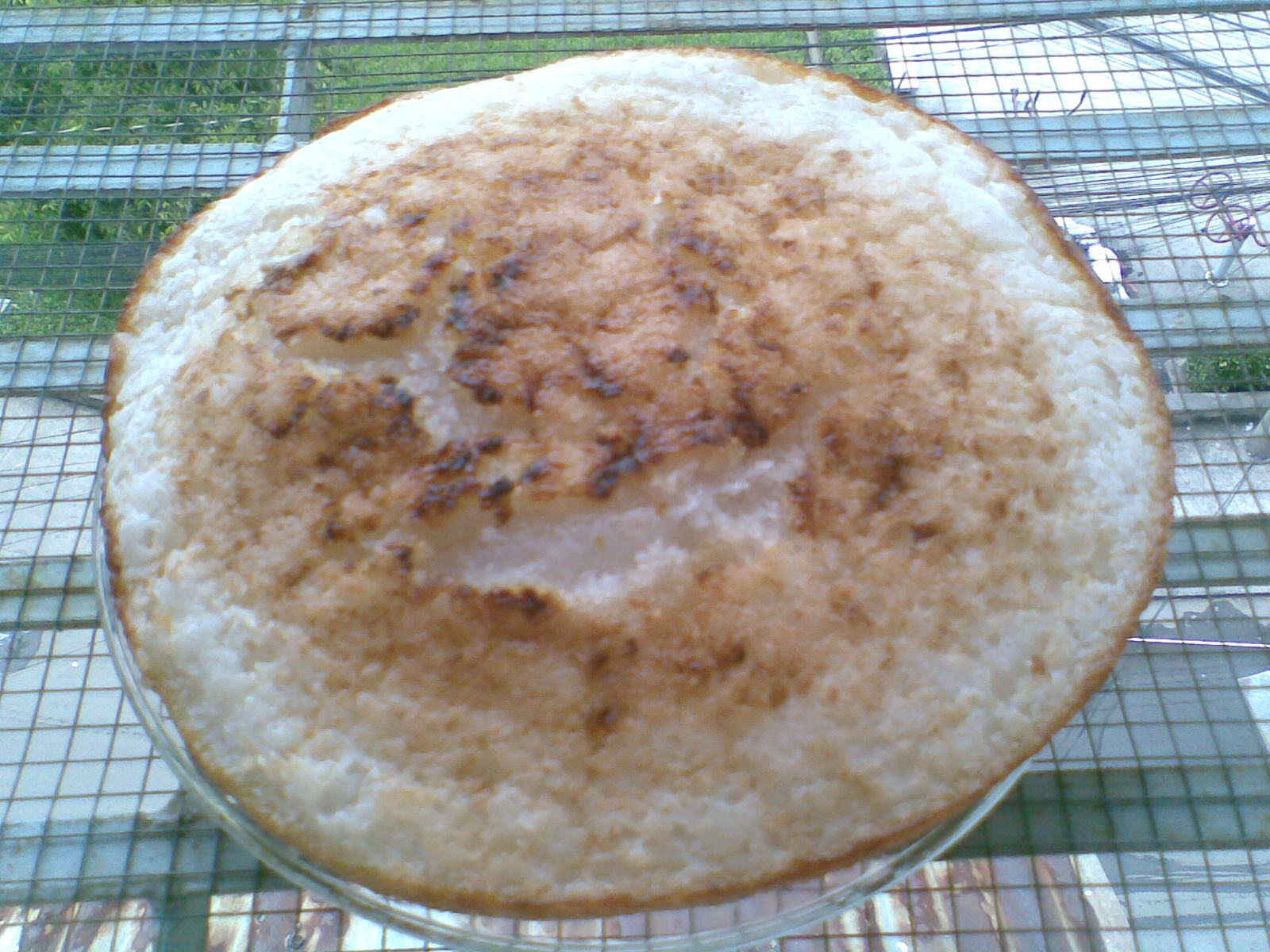
Bánh bò nướng (bánh bò assado)

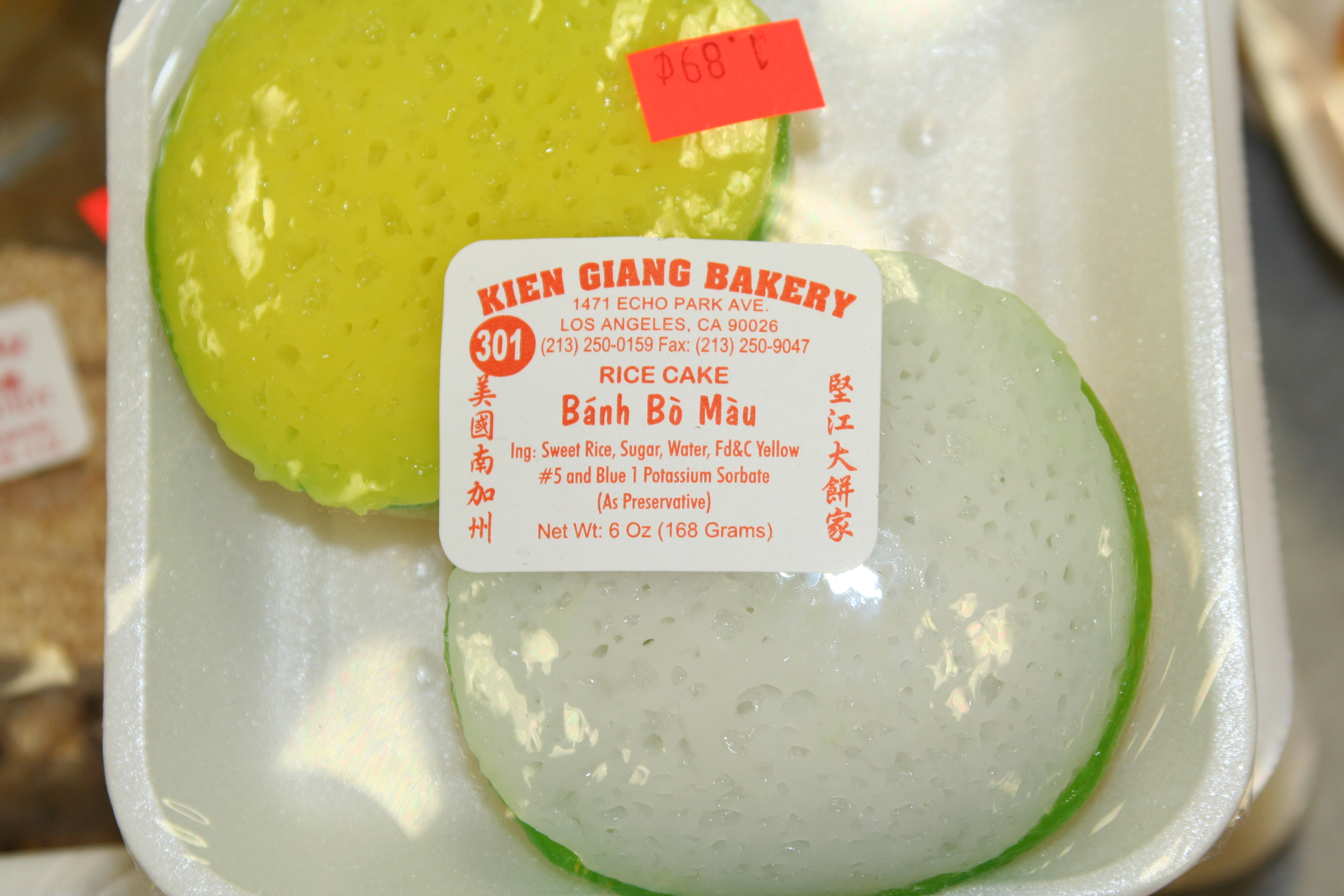
Bánh bò màu (màu = coloridas)

Bánh bò é um tipo de pão-de-ló doce e mastigável típico do Vietnã. Ele é feito de farinha de arroz,  água, açúcar e  fermento, e tem uma aparência similar a um favo de mel no interior, devido à presença de numerosas pequenas bolhas de ar. Leite de coco também é geralmente parte da massa, dando um ligeiro sabor e aroma de coco. O bolo tem origem no Sul da China, embora a versão Chinesa, chamada yên táng gāo (白糖糕), não contenha leite de coco. Bánh bò são geralmente consumidos como sobremesa, embora possam, também, ser consumidos como acompanhamento de uma refeição.

## Etimologia
Na língua Vietnamita bánh significa "bolo", e bò pode significar "vaca" ou "rastejar". De acordo com o dicionário Nam quốc âm tự vị, de 1895, a sobremesa é chamada assim por sua semelhança com o úbere de uma vaca, o que implica que o nome foi encurtado de bánh vu bò. Entretanto, de acordo com uma versão da etimologia popular, bò refere-se sobre como o bolo "rasteja" até a borda da tigela quando cozido.

## Variedades
Uma versão popular é Bánh bò nướng (literalmente, "bánh bò assado"). Esta variedade de bánh bò é assada em uma fôrma no forno. É geralmente branca ou amarelada-pálida por dentro e dourado por fora, pela caramelização do leite de coco. Bolos individuais podem ser feitos em grandes proporções, de forma que uma porção será feita de uma fatia só, em vez de todo o pão-de-ló. Costuma ser servido sem acompanhamentos. 
Outra variedade, chamada Bánh bò hấp (literalmente "bánh bò no vapor"), é semelhante em aparência à versão assada. Estes bolos são geralmente de tamanho pequeno, em forma de bola. Bánh bò hấp pode ser de cor branca, verde (com extrato de Pandanos amaryllifolius), cor-de-rosa ou roxo pálido (com extrato de Peristrophe bivalvis). Há três maneiras de servir a essa variedade. Como bánh bò nướng, ele pode ser consumido sozinho. Ele também pode ser colocado no meio de bánh tiêu (donuts chineses ocos) e servido. Por último, é costumeiro serví-lo em um pequeno prato com um molho feito de leite de coco, amido de tapioca no topo e um pouco d muối mè ou muối đậu phộng (literalmente: sal de gergelim e sal de amendoim, respectivamente).